# Thijs van Leeuwen
Thijs van Leeuwen (Heerde, Países Bajos, 15 de julio de 2001) es un futbolista neerlandés que juega de centrocampista en el F. C. Den Bosch de la Eerste Divisie.

## Trayectoria
Debutó como profesional en el F. C. Twente el 12 de septiembre de 2020, saliendo como suplente de Queensy Menig en la victoria por 2-0 ante el Fortuna Sittard en la Eredivisie. En octubre de 2020 firmó un nuevo contrato con el Twente hasta 2023 con opción a un año más. Marcó su primer gol el 7 de noviembre, en la victoria a domicilio por 4-2 contra el ADO La Haya, asegurando el resultado final ya en el tiempo añadido.
Se incorporó al Almere City F. C. el 31 de agosto de 2021 en calidad de cedido para la temporada 2021-22.
El 31 de enero de 2023 firmó un contrato de año y medio con TOP Oss.

## Estadísticas

### Clubes
Actualizado al último partido disputado el 8 de noviembre de 2024.
| Club                             | Div.          | Temporada     | Liga  | Liga  | Liga   | Copas nacionales | Copas nacionales | Copas nacionales | Copas internacionales | Copas internacionales | Copas internacionales | Total | Total | Total  |
| Club                             | Div.          | Temporada     | Part. | Goles | Asist. | Part.            | Goles            | Asist.           | Part.                 | Goles                 | Asist.                | Part. | Goles | Asist. |
| -------------------------------- | ------------- | ------------- | ----- | ----- | ------ | ---------------- | ---------------- | ---------------- | --------------------- | --------------------- | --------------------- | ----- | ----- | ------ |
| F. C. Twente · Países Bajos      | 1.ª           | 2020-21       | 21    | 3     | 0      | 0                | 0                | 0                | —                     | —                     | —                     | 21    | 3     | 0      |
| F. C. Twente · Países Bajos      | Total club    | Total club    | 21    | 3     | 0      | 0                | 0                | 0                | 0                     | 0                     | 0                     | 21    | 3     | 0      |
| Almere City F. C. · Países Bajos | 2.ª           | 2021-22       | 22    | 1     | 1      | 1                | 0                | 0                | —                     | —                     | —                     | 23    | 1     | 1      |
| Almere City F. C. · Países Bajos | Total club    | Total club    | 22    | 1     | 1      | 1                | 0                | 0                | 0                     | 0                     | 0                     | 23    | 1     | 1      |
| TOP Oss · Países Bajos           | 2.ª           | 2022-23       | 13    | 1     | 2      | —                | —                | —                | —                     | —                     | —                     | 13    | 1     | 2      |
| TOP Oss · Países Bajos           | 2.ª           | 2023-24       | 28    | 0     | 2      | 1                | 0                | 0                | —                     | —                     | —                     | 29    | 0     | 2      |
| TOP Oss · Países Bajos           | Total club    | Total club    | 41    | 1     | 4      | 1                | 0                | 0                | 0                     | 0                     | 0                     | 42    | 1     | 4      |
| F. C. Den Bosch · Países Bajos   | 2.ª           | 2024-25       | 13    | 1     | 2      | 0                | 0                | 0                | —                     | —                     | —                     | 13    | 1     | 2      |
| F. C. Den Bosch · Países Bajos   | Total club    | Total club    | 13    | 1     | 2      | 0                | 0                | 0                | 0                     | 0                     | 0                     | 13    | 1     | 2      |
| Total carrera                    | Total carrera | Total carrera | 97    | 6     | 7      | 2                | 0                | 0                | 0                     | 0                     | 0                     | 99    | 6     | 7      |